# Cufundar mare
Cufundarul mare (Gavia immer) este o specie de pasăre din familia Gaviidae,
genul Gavia. Cufundarul mare este specific continentului nord-american, dar cuibărește și în Europa pe lacurile interioare din Islanda.
Adulții pot atinge 61-100 cm în lungime și o deschidere a aripilor de 122-152 cm. Greutatea poate varia între 1,6 și 8 kg. În general, cufundarul mare are 81 cm lungime, o deschidere a aripilor de 136 cm și o greutate de aproximativ 4,1 kg.

## Descriere

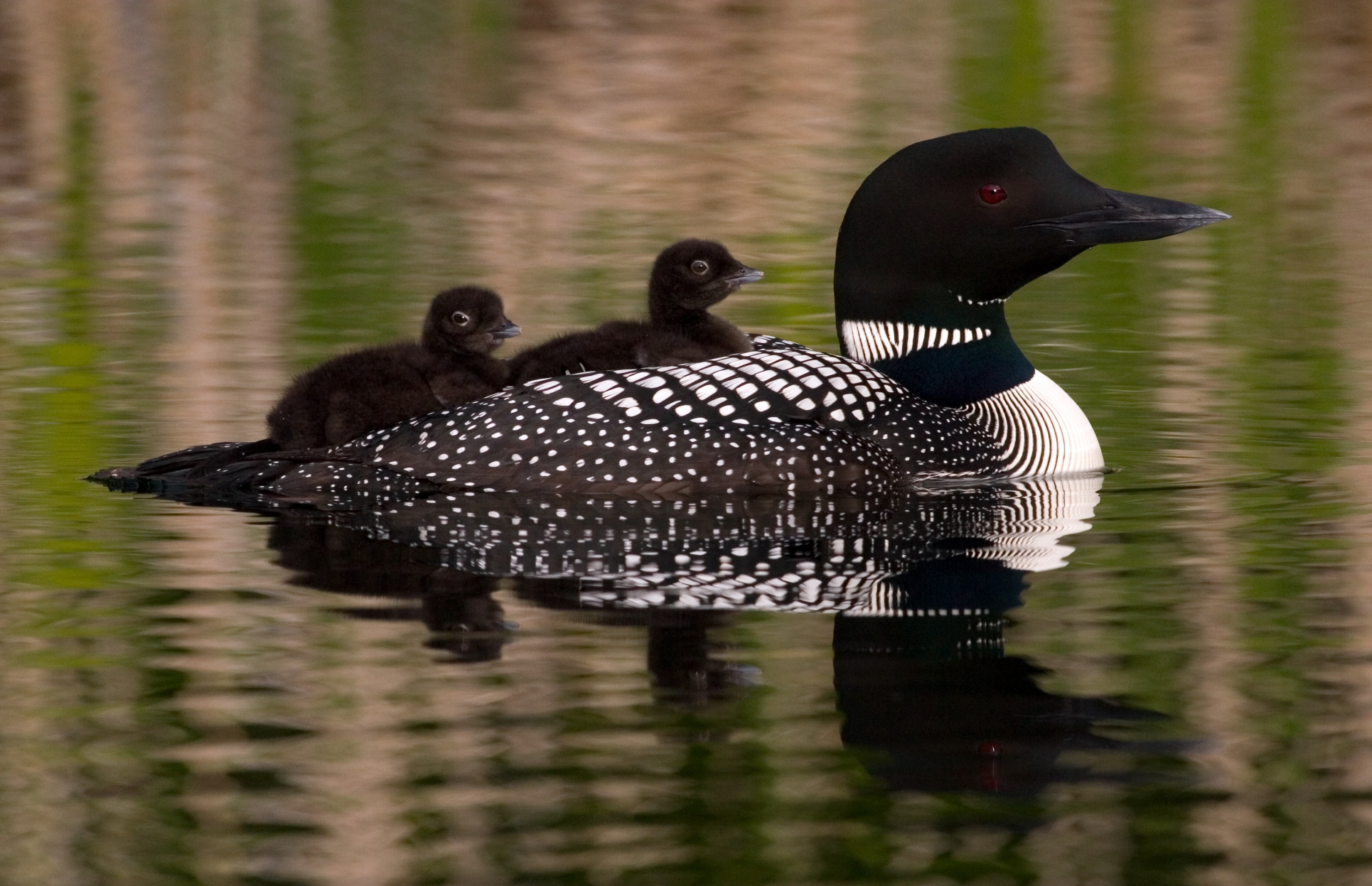
Adult cu pui

Au o mărime variabilă, de obicei mult mai mare decât a cufundarului polar (de observat că rarele exemplare gigant de cufundar polar îl pot depăși). Cufundarul mare are ciocul și gâtul mai puternice. Tinerii și adulții în penaj de iarnă au ciocul de culoare albă-cenușie deschisă (însă culmenul și vârful întodeauna negre). Adultul în penaj de vară poate avea un cioc albicios pe părțile laterale. Are penajul de iarnă asemănător cu cel al cufundarului polar dar prezintă un cerc alb în jurul ochiului; creștetul și partea posterioară a gâtului sunt mai întunecate decât spatele (invers la cufundarul polar) și deseori pe partea inferioară a gâtului are ceva ca o jumătate de guler întunecat.
Adulții în timpul împerecherii au restul corpului (mantia) alb amestecat cu negru. Când nu se află în perioada împerecherii au o culoare maronie cu barbia și partea din față albă. Ciocul este de culoare negru-albăstrui și este ținut în poziție orizontală. Această specie, ca și celilalți cufundători, este mâncător de pește, capturând prada sub apă, cufundându-se până la 60 m (200 picioare) adâncime. Dieta de apă dulce constă în știucă, biban, peștele-lună, păstrăv. Dieta de apă sărată constă în plătică, hering, păstrăv de mare.

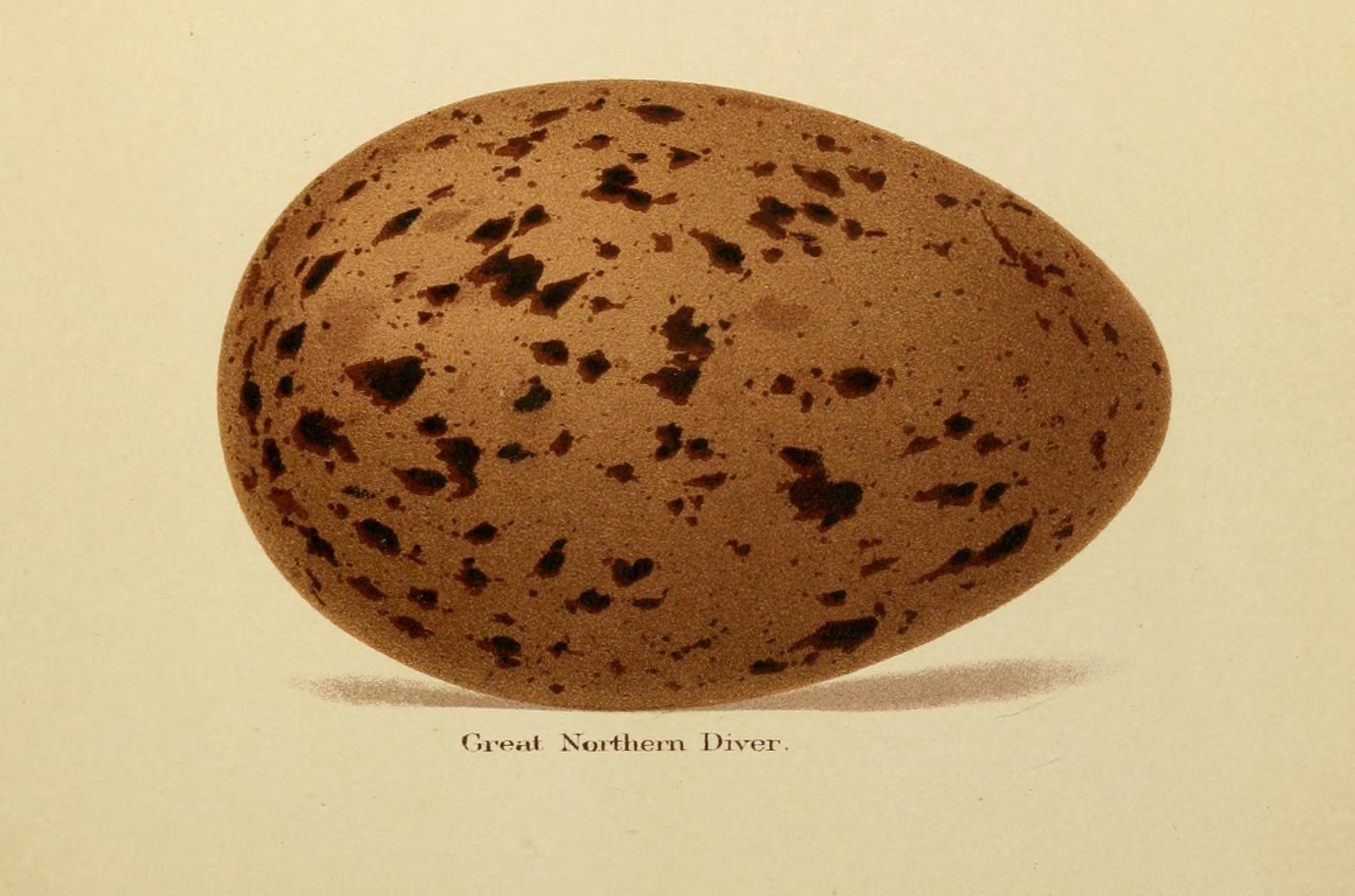
Ou

Cufundarul mare necesită o distanță mare pentru a ateriza, și are greutăți la aterizare.
Cufundarul înoată foarte bine la suprafață, nu are probleme la cufundat în apă și este capabil să zboare sute de kilometri când migrează. Zboară cu ciocul ușor ridicat, și scoate un sunet ce seamănă cu un tremolo, ceea ce face să fie ușor de identificat, mai ușor atunci când zboară.
Bătaia aripilor este destul de liniștită și elastică; labele îi depășesc cu mult corpul.

## Împerecherea și localizare
Cufundarul mare se împerechează în Canada, în părțile nordice ale Statelor Unite ale Americii, Groenlanda și Alaska.
Există un număr mic de perechi, aproximativ 3.000, în Irlanda. Ocazional aceștia se împerechează în partea nordică a Scoției. Femela ouă de la 1 până la 3 ouă pe o movilă ușor ridicată din noroi și plante, construit în apropierea apei.
Amândoi părinți construiesc cuibul, participă la incubarea ouălor și hrănesc puii. Această specie iernează pe coastă și pe lacuri largi în N și V Europei și Insulele Britanice dar totodată și în America de Nord.